# Strach nad městem
Strach nad městem (originální francouzský název Peur sur la ville) je francouzský kriminální film s prvky thrilleru z roku 1975 režiséra Henriho Verneuila. Hlavní roli v něm ztvárnil Jean-Paul Belmondo, který se podílel i na jeho produkci a je vůbec prvním filmem, ve kterém hrál policejního komisaře.

## Děj

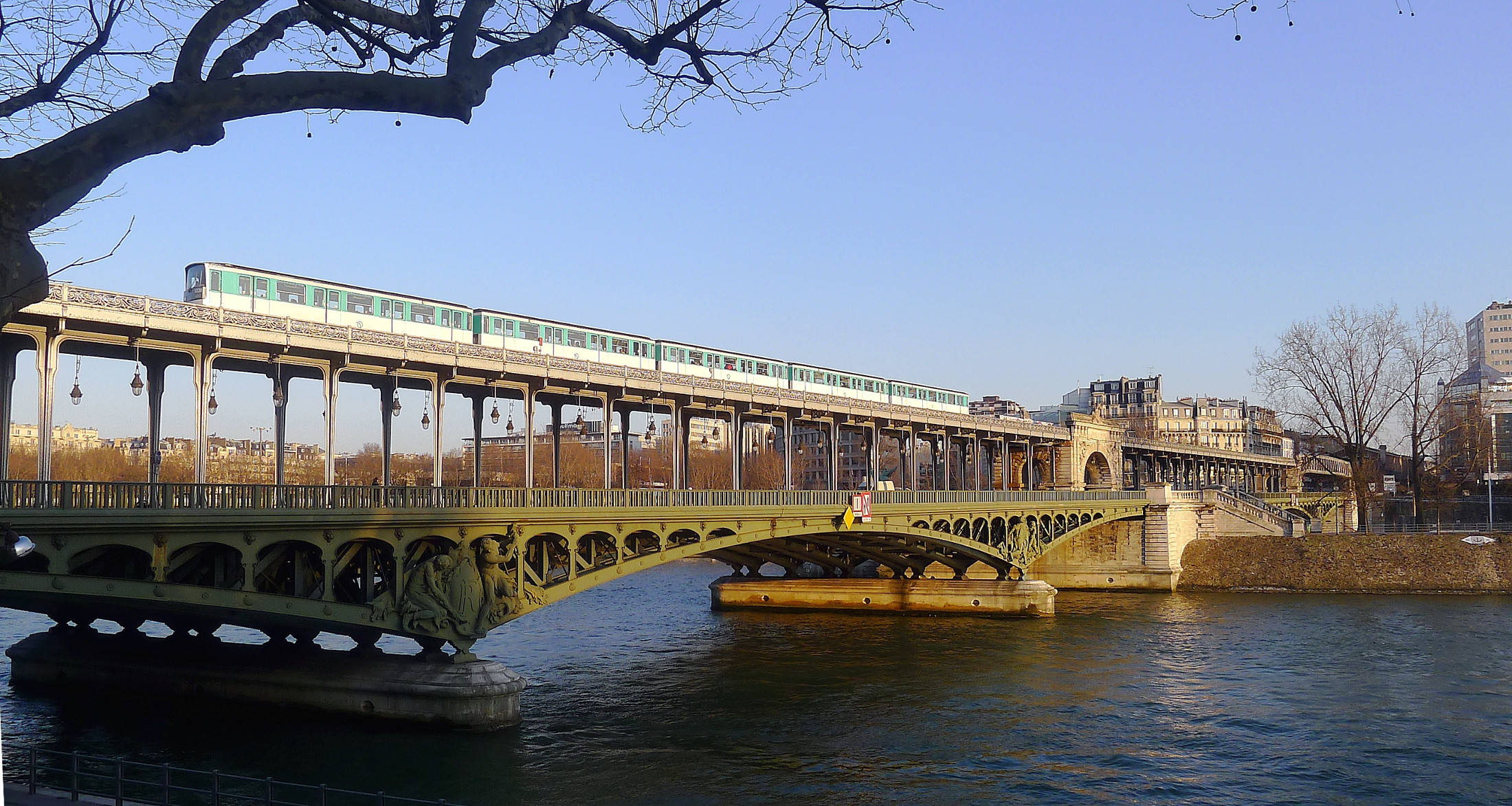
Pařížský most Pont de Bir-Hakeim, na kterém se natáčely některé scény filmu

Policejní komisař Letellier má velice nebezpečného protivníka - vraždícího maniaka, jehož oběťmi jsou hezké Pařížanky. Neznámý muž už několik týdnů pronásleduje telefonicky Noru Elmerovou a vytýká jí její amorální život. Mladá vdova je na pokraji nervového zhroucení. Nechala si dokonce změnit své staré telefonní číslo, neznámý se však opět přihlásil a oznamuje Noře svoji návštěvu. K smrti vyděšená žena volá na policii, ta ale zatím nic nepodnikne. Když po chvíli zazvoní u dveří zvonek, Nora nevydrží nervový šok a vrhne se z okna.
K mrtvému tělu přijíždí komisař Letellier s kolegou Moissacem a na místě začínají s výslechy svědků. Zjišťují, že muž, jenž zvonil u Nořiných dveří, byl hostem u jejích sousedů a při příchodu si pouze popletl byty. Nikdo si však nevšimne černě oblečeného motocyklisty, který postává opodál. Spletité vyšetřování se rozbíhá.

## Zajímavosti
- Je známo, že Jean-Paul Belmondo se ve svých filmech nenechával zastupovat kaskadéry ani v těch nejnebezpečnějších scénách. Nejinak tomu bylo i v tomto filmu. Při natáčení scény s vrahem na střeše pařížské Galeries Lafayette však málem přišel o život. Stalo se to, když nešťastně uklouzl a před pádem se zachránil pouze včasným zachycením se o okap. Tato scéna byla ve filmu opravdu použita.
- V jedné ze scén tohoto filmu si J. P. Belmondo pročítá magazín tehdy populárního dětského časopisu Pif Gadget.[1]

## Obsazení
| Jean-Paul Belmondo    | komisař Letellier          |
| Adalberto Maria Merli | Pierre Valdeck alias Minos |
| Charles Denner        | inspektor Moissac          |
| Giovanni Cianfriglia  | Marcucci                   |
| Rosy Varte            | Germaine Dorzon            |
| Roland Dubillard      | psycholog                  |
| Jean Martin           | divizní komisař Sabin      |
| Catherine Morin       | Hélène Grammontová         |
| Germana Carnacina     | Pamela Sweetová            |
| Henry Djanik          | inspektor                  |
| Jacques Paoli         | Jacques Paoli              |
| Jean-François Balmer  | Julien Dallas              |